# Katuba (Masaiti)
Katuba è un ward dello Zambia, parte della Provincia di Copperbelt e del Distretto di Masaiti.